# Mantry
Mantry és un municipi francès situat al departament del Jura i a la regió de Borgonya - Franc Comtat. L'any 2007 tenia 454 habitants.

## Demografia

### Població
El 2007 la població de fet de Mantry era de 454 persones. Hi havia 189 famílies de les quals 59 eren unipersonals (39 homes vivint sols i 20 dones vivint soles), 59 parelles sense fills, 59 parelles amb fills i 12 famílies monoparentals amb fills.
La població ha evolucionat segons el següent gràfic:
Habitants censats

### Habitatges
El 2007 hi havia 241 habitatges, 193 eren l'habitatge principal de la família, 39 eren segones residències i 9 estaven desocupats. 225 eren cases i 15 eren apartaments. Dels 193 habitatges principals, 156 estaven ocupats pels seus propietaris, 33 estaven llogats i ocupats pels llogaters i 5 estaven cedits a títol gratuït; 2 tenien una cambra, 10 en tenien dues, 29 en tenien tres, 53 en tenien quatre i 100 en tenien cinc o més. 166 habitatges disposaven pel capbaix d'una plaça de pàrquing. A 86 habitatges hi havia un automòbil i a 87 n'hi havia dos o més.

### Piràmide de població
La piràmide de població per edats i sexe el 2009 era:
| Homes | Edats   | Dones |
| ----- | ------- | ----- |
| 0     | 95 o +  | 0     |
| 8     | 90 a 94 | 0     |
| 8     | 85 a 89 | 4     |
| 0     | 80 a 84 | 0     |
| 4     | 75 a 79 | 12    |
| 16    | 70 a 74 | 0     |
| 12    | 65 a 69 | 20    |
| 16    | 60 a 64 | 4     |
| 12    | 55 a 59 | 12    |
| 20    | 50 a 54 | 16    |
| 12    | 45 a 49 | 4     |
| 16    | 40 a 44 | 16    |
| 16    | 35 a 39 | 20    |
| 20    | 30 a 34 | 20    |
| 12    | 25 a 29 | 20    |
| 0     | 20 a 24 | 8     |
| 8     | 15 a 19 | 4     |
| 24    | 10 a 14 | 12    |
| 12    | 5 a 9   | 8     |
| 16    | 0 a 4   | 12    |

## Economia
El 2007 la població en edat de treballar era de 276 persones, 190 eren actives i 86 eren inactives. De les 190 persones actives 177 estaven ocupades (98 homes i 79 dones) i 14 estaven aturades (5 homes i 9 dones). De les 86 persones inactives 32 estaven jubilades, 26 estaven estudiant i 28 estaven classificades com a «altres inactius».

### Ingressos
El 2009 a Mantry hi havia 202 unitats fiscals que integraven 452,5 persones, la mediana anual d'ingressos fiscals per persona era de 17.040 €.

### Activitats econòmiques
Dels 23 establiments que hi havia el 2007, 1 era d'una empresa alimentària, 1 d'una empresa de fabricació d'altres productes industrials, 4 d'empreses de construcció, 6 d'empreses de comerç i reparació d'automòbils, 1 d'una empresa de transport, 4 d'empreses d'hostatgeria i restauració, 1 d'una empresa financera, 1 d'una empresa immobiliària, 1 d'una empresa de serveis i 3 d'empreses classificades com a «altres activitats de serveis».
Dels 7 establiments de servei als particulars que hi havia el 2009, 1 era un taller de reparació d'automòbils i de material agrícola, 1 paleta, 2 fusteries i 3 restaurants.
L'únic establiment comercial que hi havia el 2009 era una botiga de menys de 120 m².
L'any 2000 a Mantry hi havia 19 explotacions agrícoles que ocupaven un total de 395 hectàrees.

## Poblacions més properes
El següent diagrama mostra les poblacions més properes.